# Conselho Supremo da Nobreza Real Neerlandesa

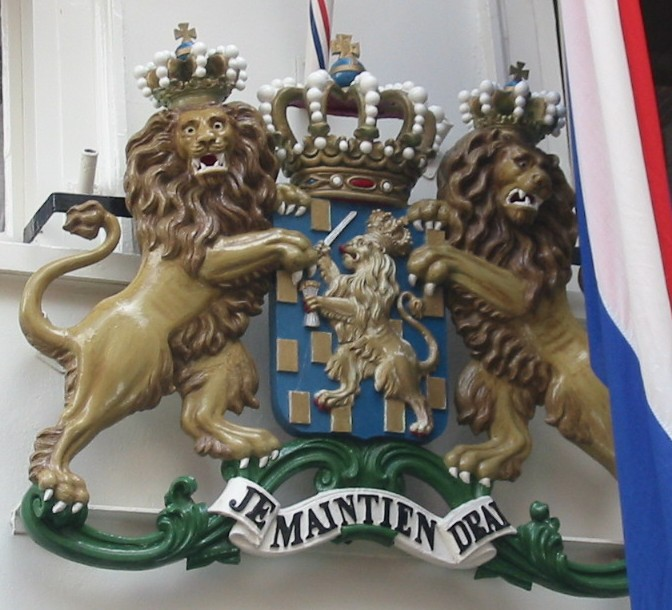
O símbolo do Conselho Supremo da Nobreza é o brasão de armas dos Países Baixos.

O Alto Conselho da Nobreza, ou Conselho Supremo da Nobreza Real Neerlandesa (em neerlandês:  Hoge Raad van Adel) é um órgão consultivo do governo dos Países Baixos, vinculado ao Ministério de Assuntos Gerais. Sediado na cidade de Haia o órgão consultivo tem a função de aconselhar sobre a nobreza e a heráldica.

## História
Em 5 de julho de 1808, Luís Napoleão, Rei da Holanda, fundou a commission spéciale de titres, que tinha como função fazer um registro completo dos títulos, condecorações e de ordens. No ano seguinte, mais precisamente em 1 de outubro de 1809, foi fundado o precursor do Conselho Supremo da Nobreza Real Neerlandesa, o Hoog Heraldiek College (=Instituto Superior de Heráldica).
Aproximadamente quinze anos depois, em 24 de junho de 1814, durante o Soberano Principado dos Países Baixos Unidos, foi criado o Conselho Supremo da Nobreza Real Neerlandesa, com a função de aconselhar sobre a nobreza e a heráldica do Reino dos Países Baixos.

## Funções
O Alto Conselho da Nobreza Real Neerlandesa trata:
- Dos registros da nobreza do Reino dos Países Baixos;
- Das composições e das modificações das autoridades das províncias, municípios e outras entidades públicas ou instituições;
- De aconselhar, discutir e debater sobre as autoridades, imagens e títulos do Reino, e dos membros da Casa Real, mantendo a integridade deles;
- De manter o « Vlaggenregister (registro de bandeiras) » onde as bandeiras e brasões de armas são registrados e descritos por províncias e municípios;
- De assessorar o Ministério da Defesa sobre as medalhas, emblemas, brasões e armas;
- Do Ministério dos Assuntos Gerais com nomes, títulos e sucessões dos membros da Casa Real;
- Do Ministério dos Assuntos Internos e da Nobreza;
- Do Ministério da Justiça e dos pedidos de mudança de nomes, publicações, títulos de nobreza e outros registros e documentos importantes.

## Estrutura
O presidente e os membros são nomeados pela Coroa Neerlandesa pela vida inteira, quando falecem, cabe ao Conselho Supremo de discutir e sugerir o sucessor.
O primeiro presidente do Conselho Supremo, nomeado em 1814, foi o Barão de Spaen La Lacq (1750-1817). O actual presidente, nomeado desde 1991 é o Barão Schimmelpenninck van der Oije (1943).
O Conselho Supremo, em prol dos súditos, à fidelidade da Coroa e em favor da justiça, pode ainda remover cargos importantes, tais como presidentes e autoridades, em caso de má administração e ou façam reputação negativa ao Reino (decretos 2001/287 e 2006/0193).